# 凤凰山 (潮州)
凤凰山位于广东省潮州市潮安县和梅州市丰顺县交界，主峰凤凰髻（又称为鸟髻）海拔1,497.8米，是潮州市第一高峰。